# Túnez en los Juegos Olímpicos de Atenas 2004
Túnez estuvo representado en los Juegos Olímpicos de Atenas 2004 por un total de 54 deportistas, 44 hombres y 10 mujeres, que compitieron en 14 deportes.
El portador de la bandera en la ceremonia de apertura fue el jugador de voleibol Nuredin Hfaid. El equipo olímpico tunecino no obtuvo ninguna medalla en estos Juegos.